# شمعة رومانية

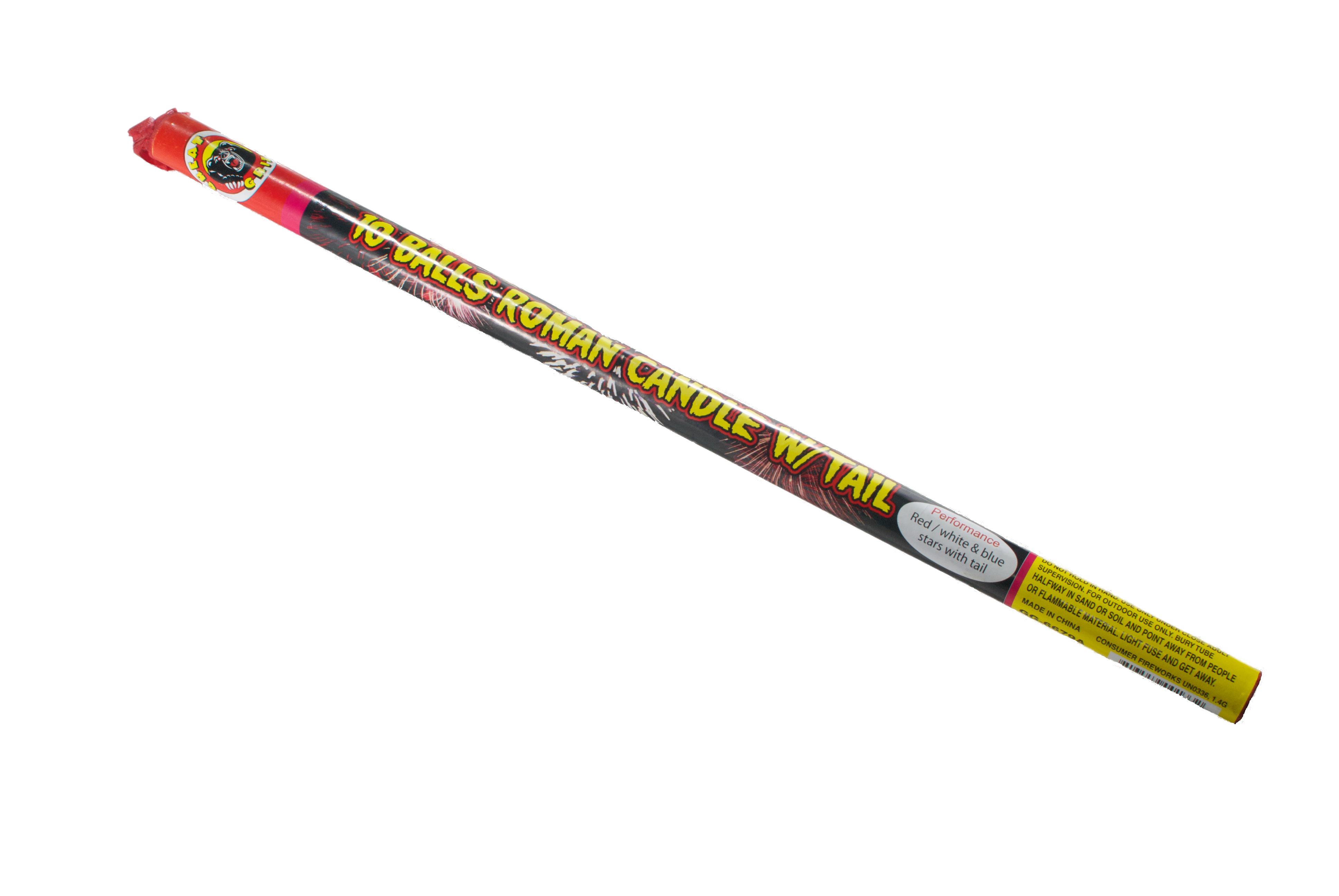
شمعة رومانية.

الشمعة الرومانية هي صنف تقليدي من الألعاب النارية الذي يتميز بقذف واحدة أو أكثر من الشحنات المحشوة داخل أسطوانة مصنوعة من الورق المقوى عادة. تسمّى هذه الشحنات عادة ضمن مصطلحات التقانة النارية باسم «النجمات». يوجد قياسات محتلفة من أسطوانات الشمعة الرومانية، يتراوح قطرها بين 6 ميليمتر للأنواع الاستهلاكية لتصل إلى 8 سنتيمتر للأنواع الخاصة بالمحترفين. يعود أصل الشمعات الرومانية إلى الصين، موطن نشوء الألعاب النارية، إلا أنها اكتسبت شهرة كبيرة خلال عصر النهضة الإيطالية؛ ومن هنا أتى اسمها في اللغات الأوروبية.
كما هو الحال في باقي أصناف الألعاب النارية، فإن الشمعات الرومانية ممنوعة الاستخدام في بعض البلدان، من ضمنها هولندا وفنلندا، بسبب احتمالية وقوع حوادث بسبب الاستخدام غير الملائم؛ كما أن الشمعات الرومانية ممنوعة الاستخدام في بعض الولايات الأمريكية مثل ولاية نيويورك ونيوجيرسي وماساتشوستس ومينيسوتا وديلاوير.

## اقرأ أيضاً
- صاروخ (ألعاب نارية)
- ألماسة (ألعاب نارية)